# Torneo de Maestros Juvenil de la ITF
El Torneo de Maestros Juvenil de la ITF es un torneo de tenis masculino y femenino realizado anualmente a final de temporada, con la participación de ocho jugadores entre los mejor ubicados en la clasificación mundial combinada. Comenzó en la temporada 2014, inspirado en las Finales del Circuito Mundial de la ATP y Finales de la WTA.
El campeonato es individual. Sus primeras dos ediciones tuvieron formato de eliminación directa. En la de 2017 fue incorporada en el Circuito Juvenil ITF y ofrece puntos que ayudan a determinar la clasificación de final de año. Cada categoría consiste en dos grupos de cuatro jugadores en sistema de todos contra todos, y los dos mejores jugadores de cada grupo se clasifican para las semifinales.

## Finales y participantes

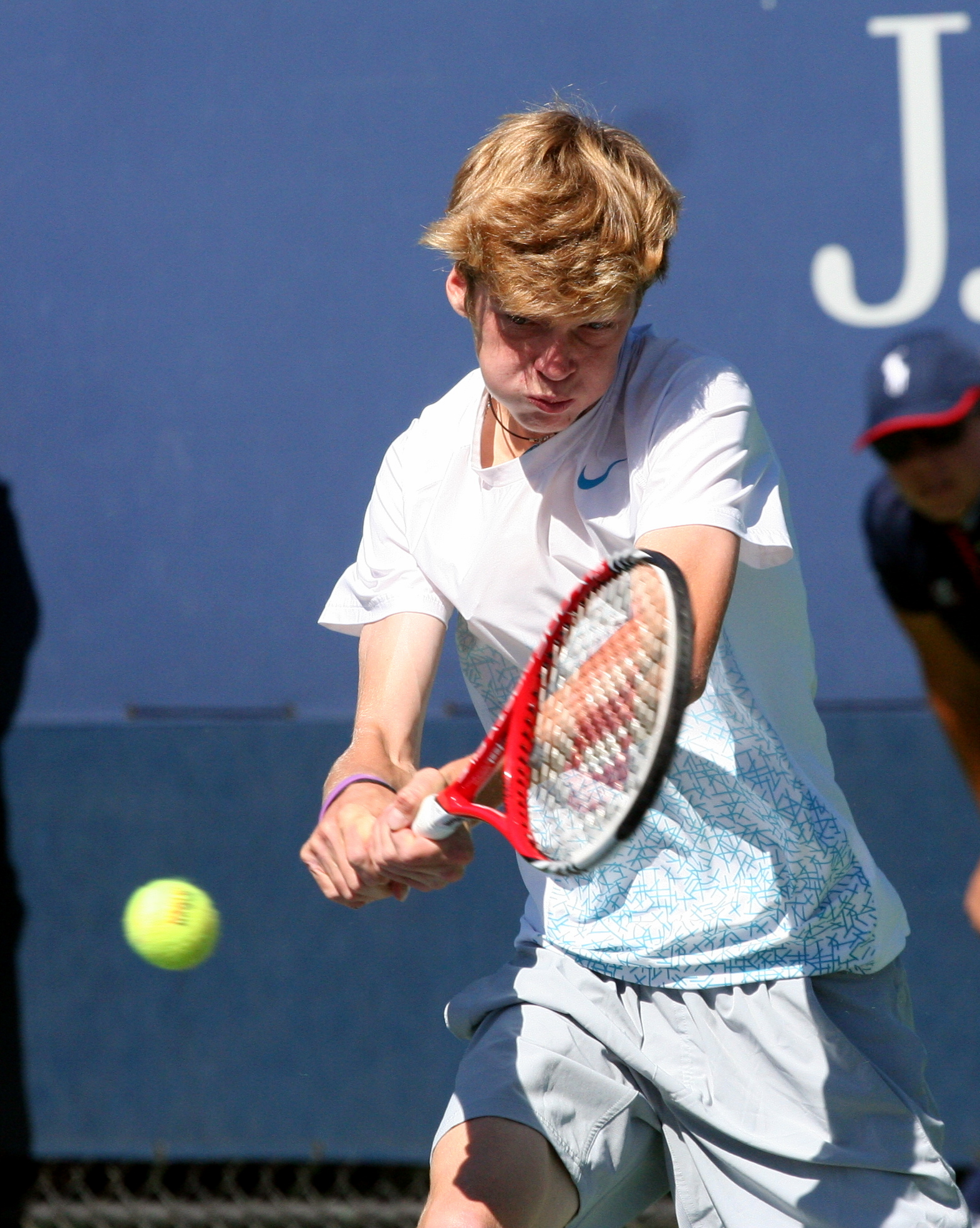
Andréi Rublev, primer campeón.

### Niños
| Lugar   | Año  | Campeón           | Subcampeón             | Marcador           | 3º lugar       | 4º lugar           | 5º lugar          | 6º lugar                | 7º lugar        | 8º lugar       |
| ------- | ---- | ----------------- | ---------------------- | ------------------ | -------------- | ------------------ | ----------------- | ----------------------- | --------------- | -------------- |
| Chengdu | 2015 | Andrey Rublev     | Taylor Fritz           | 6–7(2–7), 6–3, 6–4 | Lee Duck-hee   | Orlando Luz        | Chung Yun-seong   | Michael Mmoh            | Marcelo Zormann | Jaume Munar    |
| Chengdu | 2016 | Hong Seong-chan   | Casper Ruud            | 7–5, 6–3           | Tomás Barrios  | Miomir Kecmanović  | William Blumberg  | Álvaro López San Martín | Orlando Luz     | Lý Hoàng Nam   |
| Chengdu | 2017 | Emil Ruusuvuori   | Wu Yibing              | 3–6, 6–1, 7–6(7–4) | Axel Geller    | Sebastián Báez     | Marko Miladinović | Jurij Rodionov          | Hsu Yu-hsiou    | Trent Bryde    |
| Chengdu | 2018 | Brandon Nakashima | Tseng Chun-hsin        | 6–2, 6–1           | Adrian Andreev | Hugo Gaston        | Lorenzo Musetti   | Nicolás Mejía           | Sebastián Báez  | Mu Tao         |
| Chengdu | 2019 | Holger Rune       | Harold Mayot           | 7–6(7–3), 4–6, 6–2 | Valentin Royer | Shintaro Mochizuki | Jonáš Forejtek    | Thiago Agustín Tirante  | Liam Draxl      | Bu Yunchaokete |
| Chengdu | 2023 | Joel Schwaerzler  | Rodrigo Pacheco Méndez | 6–3, 7–6(8–6)      | Iliyan Radulov | Branko Djuric      | Yaroslav Demin    | Federico Cina           | Arthur Gea      | Tianhui Zhang  |

### Niñas
| Lugar   | Año  | Campeona        | Subcampeona                 | Marcador                | 3º lugar                     | 4º lugar             | 5º lugar                    | 6º lugar          | 7º lugar              | 8º lugar             |
| ------- | ---- | --------------- | --------------------------- | ----------------------- | ---------------------------- | -------------------- | --------------------------- | ----------------- | --------------------- | -------------------- |
| Chengdu | 2015 | Shilin Xu       | Kristína Schmiedlová        | 6–4, 6–2                | Iryna Shymanovich            | Jil Teichmann        | Aliona Bolsova              | Jeļena Ostapenko  | Elena-Gabriela Ruse   | Markéta Vondroušová  |
| Chengdu | 2016 | Anna Blinkova   | Katie Swan                  | 6–4, 6–7(1–7), 7–6(7–4) | Charlotte Robillard-Millette | Kayla Day            | Tereza Mihalíková           | Sofia Kenin       | Usue Maitane Arconada | Miriam Kolodziejová  |
| Chengdu | 2017 | Marta Kostyuk   | Kaja Juvan                  | 6–4, 6–3                | Whitney Osuigwe              | María Lourdes Carlé  | María Camila Osorio Serrano | Wang Xinyu        | Elena Rybakina        | Sofia Sewing         |
| Chengdu | 2018 | Clara Burel     | María Camila Osorio Serrano | 7–6(8–6), 6–1           | Clara Tauson                 | Liang En-shuo        | Leylah Annie Fernandez      | Eléonora Molinaro | Wang Xinyu Wang Xiyu  | Wang Xinyu Wang Xiyu |
| Chengdu | 2019 | Diane Parry     | Daria Snigur                | 6–1, 6–4                | Elsa Jacquemot               | Hurricane Tyra Black | Natsumi Kawaguchi           | Zheng Qinwen      | Oksana Selekhmeteva   | Kamilla Bartone      |
| Chengdu | 2023 | Alina Kornéyeva | Sara Saito                  | 6–3, 6–0                | Sayaka Ishii                 | Clervie Ngounoue     | Kaitlin Quevedo             | Renata Jamrichova | Laura Samson          | Ena Koike            |